# جارفيس وايت
جارفيس وايت هو مصور وسياسي أمريكي، ولد في 1833، وتوفي في 8 أغسطس 1904. انتخب عضو جمعية ولاية ويسكونسن ‏.